# 사하라 아랍 민주 공화국의 대통령
사하라 아랍 민주 공화국의 대통령은 알제리 틴두프(Tindouf)의 사하라 난민 캠프에 본부를 두고 있는 망명정부인 사하라 아랍 민주 공화국(SADR)의 국가 원수이다.
1976년 2월 27일 독립선언부터 1982년 8월까지 SADR의 국가 원수는 혁명위원회 의장으로 알려졌다. SADR의 의장직은 1982년 8월에 설립되었으며, 이는 폴리사리오 전선의 제5차 총회에서 헌법이 변경된 후, 사무총장이 그 직책을 맡기로 결정되었다. 초대 대통령은 1982년 8월부터 2016년 사망할 때까지 모하메드 압델라지즈(Mohamed Abdelaziz)였다.
대통령의 권한은 광범위하며, 1995년에 마지막으로 개정된 다양한 헌법 개정을 통해 그 권한이 수정되었다.